# Apostibes dhahrani
Apostibes dhahrani is een vlinder uit de familie dikkopmotten (Scythrididae). De wetenschappelijke naam van deze soort is voor het eerst geldig gepubliceerd in 2003 door Passerin d'Entrèves & Roggero.
De soort komt voor in tropisch Afrika.